# 凹葉越橘
凹葉越橘（学名：Vaccinium emarginatum），又名“凹顶越橘”，为杜鵑花科越橘屬下的一个种。

## 扩展阅读
- 維基物種上的相關：凹葉越橘